# Duurzaam concurrentievoordeel
Een duurzaam concurrentievoordeel, soms ook wel verdedigbaar concurrentievoordeel genoemd, is een voordeel dat een organisatie of bedrijf heeft en langere tijd kan houden ten opzichte van concurrenten. Het wijkt hiermee af van een gewoon concurrentievoordeel omdat deze ook van tijdelijke aard kunnen zijn. Een onderneming heeft een duurzaam concurrentievoordeel als het waardecreatieprocesses bezit die: 
1. onderscheidend zijn
2. niet dupliceerbaar zijn
3. niet imiteerbaar zijn

Het blijft een grijs gebied om te beoordelen of iets slechts tijdelijk of ook echt duurzaam aan bovenstaande criteria voldoet. 
Omdat het benutten van een duurzame concurrentievoordeel doorgaans de specifieke bestaansreden van een onderneming is, ligt dit begrip per saldo dicht in de buurt van de kernkwaliteiten van de onderneming.
Er zijn drie typen bedrijfsmiddelen die helpen bij het vormen van een duurzaam concurrentievoordeel:
1. Organisatieinrichting en management processen, zoals het bezitten van een effectieve teamcultuur of dusdanig inrichten van de organisatie dat er sneller dan door andere organisaties geleerd kan worden van marktontwikkelingen.
2. posities, op financieel gebied (bijvoorbeeld toegang tot kapitaalmarkten), reputatie, patenten, specifieke a-locaties, een specifiek merk, een first mover advantage, etc.
3. Voorgaande afhankelijkheden (en: path dependencies), vaak zijn toevalligheden uit het verleden de oorzaak van een concurrentievoordeel in het heden. Zo kan de willekeurige keuze van de oprichter voor een bepaald ingrediënt tot een specialisatie in het productieproces van dat ingrediënt geleid hebben die niet meer evenaarbaar is voor anderen.

## Voorbeelden
- Het beter dan de concurrentie kunnen vertalen van consumentenbehoeften in concrete producten, zoals Unilever of Procter & Gamble doen.
- Het sluiten van contracten met een exclusiviteitsclausule, waardoor de klant gedurende een langere tijd niet met een concurrent kan handelen.
- Het bezit van een merk met een hoge bekendheid en sterke reputatie, bijvoorbeeld Google of Coca-Cola.
- Het als eerste registreren van een intuïtieve internetdomeinnaam, zoals sex.com of cars.com
- Het exclusieve gebruiksrecht hebben op een natuurlijk monopolie, bijvoorbeeld het spoorwegnet of het hoogspanningsnet.
- Als enige gespecialiseerd zijn in een bepaalde genetische aandoening, zodat alle kennis die hierover geproduceerd wordt zich in of rond de organisatie bevindt, bijvoorbeeld Pharming.